# Tề (họ)
Tề là một họ của người Trung Quốc (chữ Hán: 齊, Bính âm: Qi). Họ này xếp thứ 87 trong danh sách Bách gia tính.

## Người Trung Quốc họ Tề nổi tiếng
- Tề Bạch Thạch, tên thật là Tề Thuần Chi, họa sĩ Trung Quốc đầu thế kỷ 20
- Tề Kiến Quốc, đại sứ Trung Quốc tại Việt Nam
- Tề Hải Phong, vận động viên điền kinh Trung Quốc
- Tề Tần, ca sĩ Đài Loan